# USS Macon (ZRS-5)

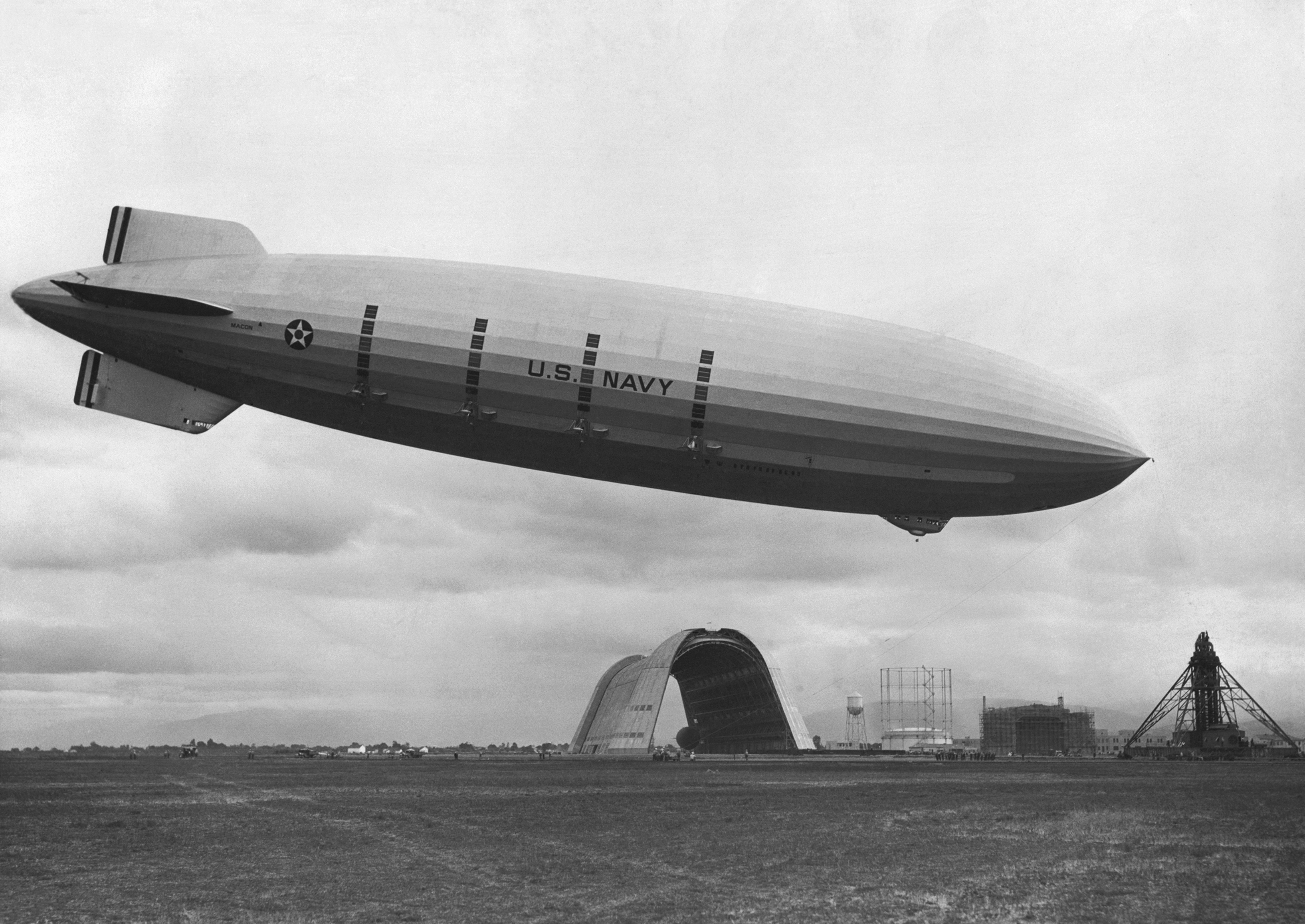

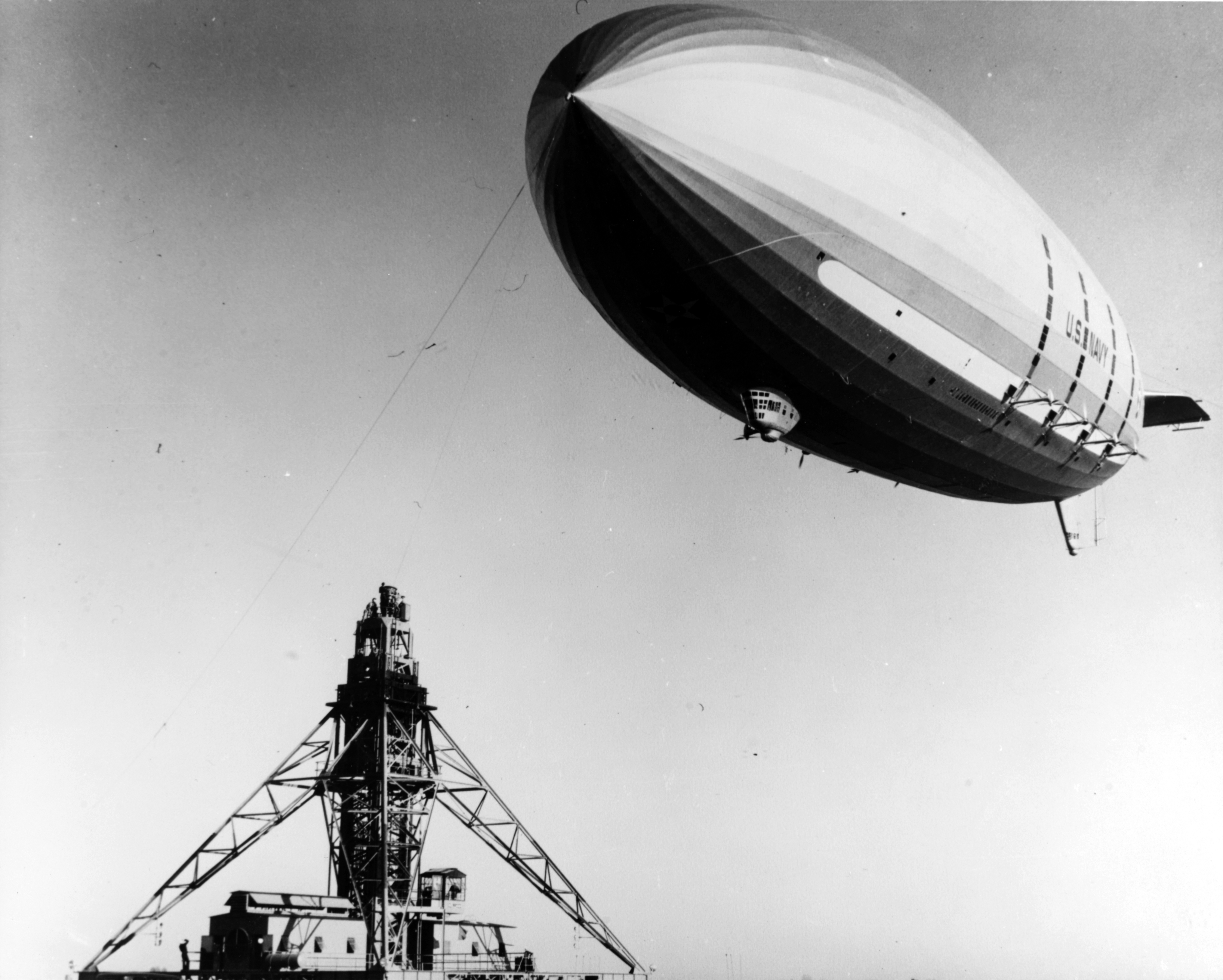

USS Macon (Мэ́йкон) (ZRS-5) — второй жёсткий дирижабль-авианосец ВМС США. Назван в честь города Мейкон, Джорджия, США, который в свою очередь получил название в честь политика Натаниеля Мэйкона. Вместе с дирижаблем «Акрон» являлся одним из самых больших дирижаблей в мире и самым большим воздушным кораблём, наполненным гелием. Строительство было начато в 1931 году, а закончено в 1933 году. Потерпел крушение 12 февраля 1935 года. Место гибели дирижабля «Мэйкон» занесено в Национальный реестр исторических мест США.

## Строительство

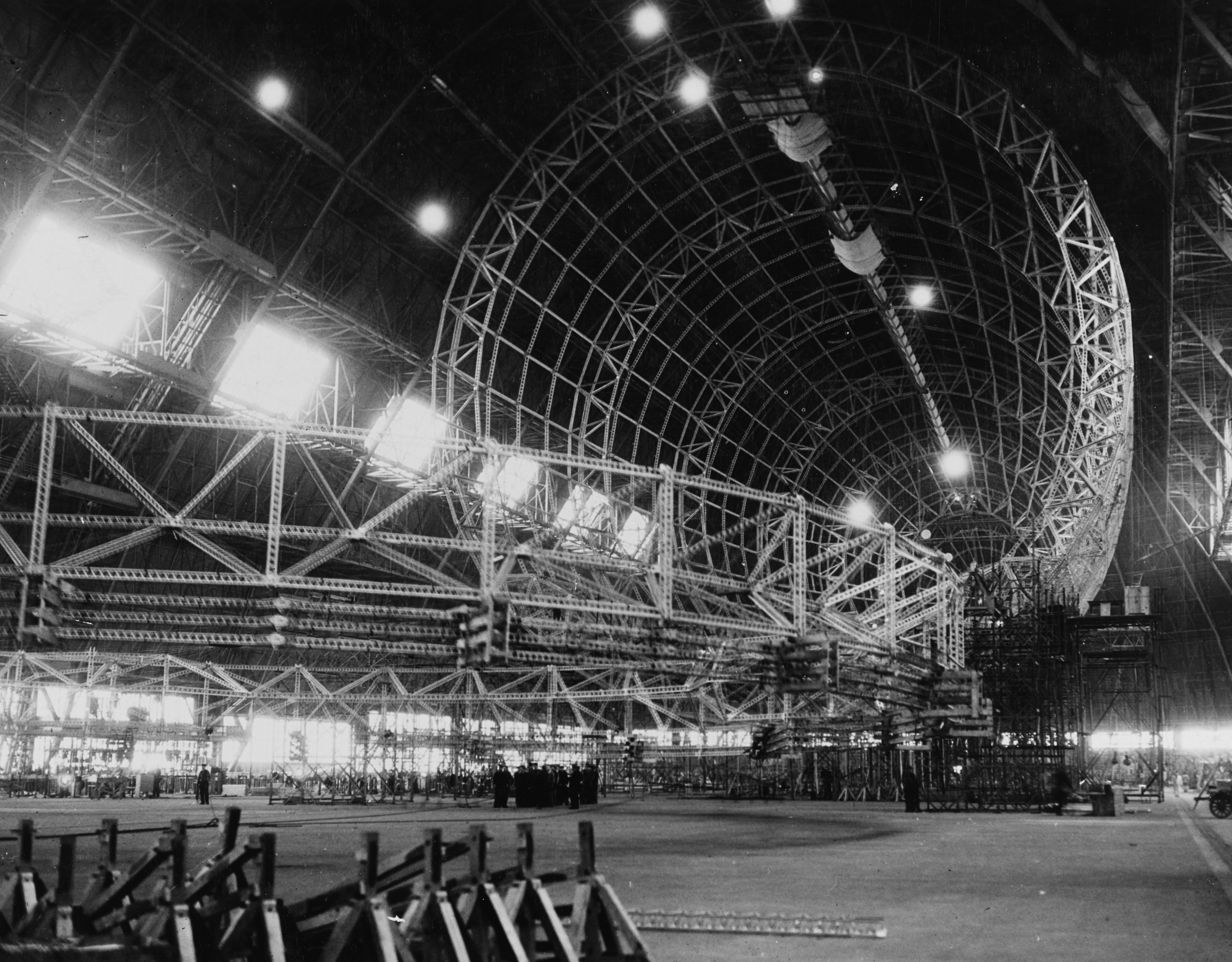
Каркас «Мэйкона». Завод Гудьирской компании

«Мэйкон» создавался как главный разведывательный аппарат Тихоокеанского флота; его планировали использовать для дальней морской разведки, а также как экспериментальную боевую единицу. Стал более современной версией своего предшественника, дирижабля «Акрон». Постройка стоила 2,5 млн долларов США.
Дирижабль строился в ангаре Goodyear Airdock компании Goodyear Zeppelin в тауншипе Спрингфилд. Поскольку «Мэйкон» был крупнейшим из построенных на тот момент в США дирижаблей, к его созданию была привлечена команда опытных немецких дирижаблестроителей под руководством Карла Арнштайна, привлекавшаяся также и к постройке «Акрона».
Корабль имел дюралюминиевый каркас с тремя внутренними килями. Несущим газом служил гелий: им заполнялись 12 баллонетов, изготовленных из желатина и латекса. Внутри корабля, между газовых мешков, был проход, через который были протянуты кабели и по которому мог свободно перемещаться обслуживающий персонал. Установленные снаружи пропеллеры приводились в движение восемью 560-сильными 12-цилиндровыми бензиновыми двигателями Maybach VL-2 с водяным охлаждением. Для управления кораблём во время взлёта и посадки пропеллеры можно было поворачивать вниз или назад.
Экипаж дирижабля составлял 100 человек. На корабле имелись каюты, камбуз, столовая и две рубки: передняя и задняя. Корабль также оборудовался наблюдательной гондолой, подвешенной на тросе длиной 305 метров. Наблюдатель, находившийся в гондоле, передавал разведданные по возвращении на корабль.
Вооружение корабля состояло из восьми 7,62-мм пулемётов, установленных в верхней, передней, боковых и хвостовой оборонительных позициях. Для защиты также могли использоваться «самолёты-паразиты».

## Концепция летающего авианосца

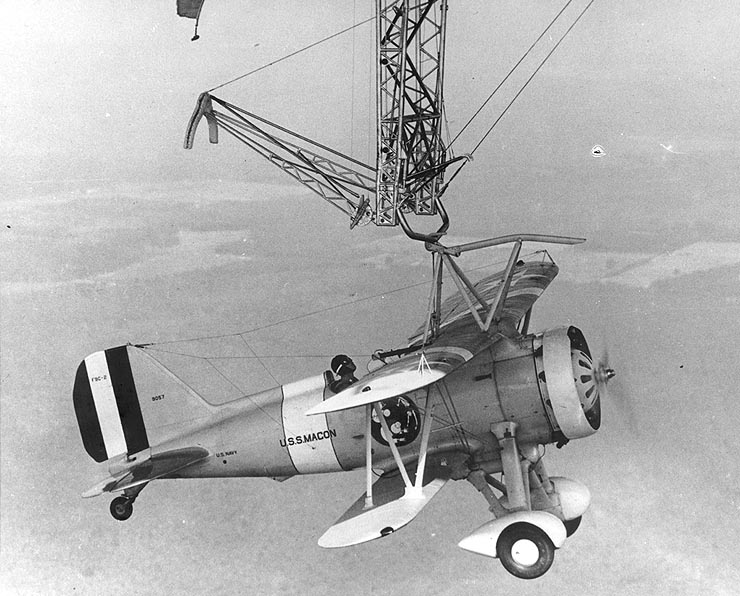
F9C на «трапеции»

Корабль строился как летающий авианосец, или авиаматка: он мог нести на борту до пяти самолётов F9C, которые могли взлетать с корабля, когда последний находился в полёте. Для этого в нижней части судна был прорезан Т-образный люк. Самолёты спускались через него при помощи лебёдки, после чего крепления отпускались, и самолёт начинал самостоятельный полёт. При посадке на корабль самолёт заходил к дирижаблю сзади, сравнивался в скорости с авиаматкой и цеплялся за специальную «трапецию», после чего его поднимали на борт воздушного судна. Позже с самолётов-паразитов были демонтированы шасси: вместо них были установлены дополнительные топливные баки, что позволило увеличить радиус действия самолётов-разведчиков.
Эту функцию дирижабля планировалось использовать главным образом для дальней разведки. Самолёты также могли выступить в роли истребителей для прикрытия авиаматки.

## Служба
Церемония введения дирижабля в эксплуатацию состоялась 11 марта 1933 года. Корабль окрестила Жанетт Уиттон Моффетт, жена контр-адмирала Уильяма Моффетта, начальника Бюро аэронавтики. Свой первый полёт длительностью 13 часов корабль совершил 21 апреля 1933 года, через две недели после крушения «Акрона». На борту находилось 105 человек.
24 июня 1933 года аппарат покинул Лейкхёрст, где он базировался с лета, проходя серию учебных полётов.

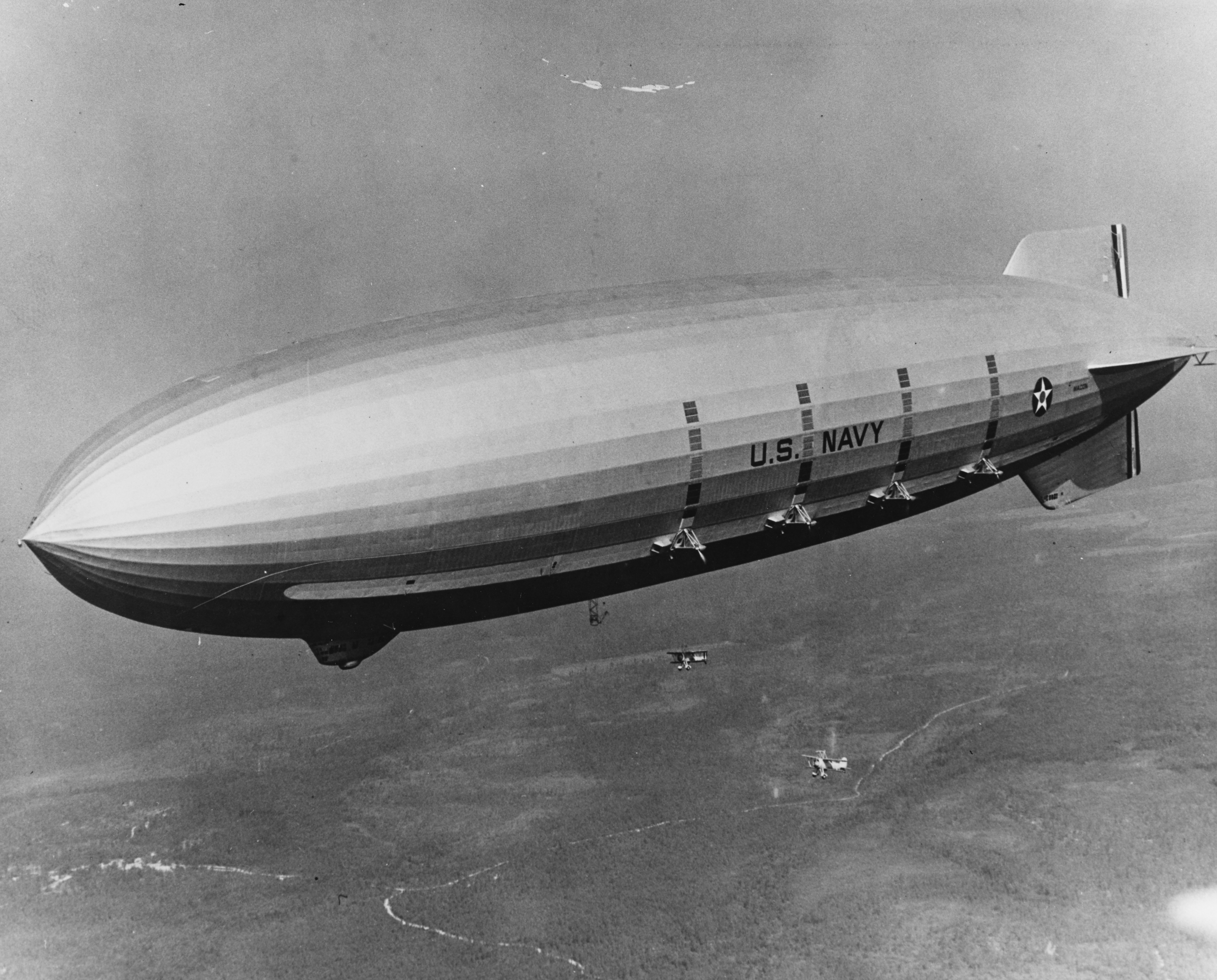
Дирижабль «Мэйкон» и два самолёта F9C-2, взлетевшие с судна. 7 июля 1933 года

«Мэйкон» использовался более продуктивно, чем потерпевший ранее крушение «Акрон». Командование дирижаблем разработало план незаметного использования «Мэйкона» в разведывательных целях во время учений. Корабль принял участие в нескольких учебных полётах, хотя руководители учений не понимали до конца все его сильные и слабые стороны. Снимать шасси с находящихся на борту дирижабля бипланов, взамен устанавливая дополнительные топливные баки, стало обычной практикой — это увеличивало дальность их полёта на 30 %.
Первый эксплуатационный полёт был совершён 6 июля 1933 года, когда дирижабль вылетел из Лейкхёрста. Внутри дирижабля находились самолёты, которые успешно стартовали с борта, а затем зацепились за специальную трапецию.
Дирижабль покинул Восточное побережье США 12 октября 1933 года, совершив трансконтинентальный полёт к своему новому месту постоянного базирования на авиабазе Саннивейл в округе Санта-Клара, что близ Сан-Франциско, Калифорния. В 1934 году два двухместных биплана Waco F XJW-1, оборудованные крюками для соединения с трапецией, были доставлены на «Мэйкон». В июне 1934 года командование дирижаблем принял лейтенант-коммандер Герберт Уайли (один из трёх человек, переживших катастрофу «Акрона»), вскоре удививший президента Франклина Делано Рузвельта и ВМС США. Чтобы проверить недавно улучшенную систему обнаружения и дальней разведки, экипаж «Мэйкона» отыскал в море тяжёлый крейсер «Хьюстон», доставлявший президента обратно на материк из плавания на Гавайи. С дирижабля на крейсер были сброшены свежие газеты, а также почтовые марки для коллекции президента. Экипажу дирижабля была выражена благодарность от имени президента за отлично проведённые навигационные работы.
Однако данная операция не удивила флотских адмиралов. Адмирал Стэнли, начальник военно-морских операций, выразился следующим образом:

Мы считаем это рекламным трюком, и что ему (Уайли) не стоило заниматься этим.
Оригинальный текст (англ.)We considered it a publicity stunt and that he (Wiley) had no business doing it.

### Крушение
Вечером 12 февраля 1935 года, когда корабль возвращался на аэродром Моффетт, его настиг шторм у мыса Пойнт-Сур (Калифорния). Сильный порыв ветра сорвал верхний киль, обломки металла повредили кормовой баллонет, и судно стало падать с дифферентом на корму. Командир приказал сбросить балласт, после чего судно поднялось на высоту 1500 метров, а затем опять стало падать в воду. Спустя несколько мгновений корабль плавно опустился на поверхность воды. Члены экипажа спаслись благодаря спасательным жилетам и шлюпкам, отсутствовавшим на «Акроне». В катастрофе погибли два члена экипажа (радист, спрыгнувший в воду с падающего судна, и ещё один человек, пожелавший вернуться, чтобы забрать вещи), остальные 81 были благополучно спасены.

#### Расследование комиссии
Комиссия, созданная для расследования причины гибели судна, пришла к выводу, что в крушении виновен не экипаж, а управление ВМС США, откладывавшее ремонт хвостовой части корабля. Комиссия также выявила, что дирижабль использовался для целей, для которых он не был предназначен, и сделала вывод, что воздушным судам легче воздуха должен быть предоставлен ещё один шанс. Однако крушения дирижаблей «Акрон» и «Мэйкон» повлияли на решение президента об отказе от программы «легче, чем воздух» (англ. lighter-than-air program).

## Поиски обломков
Спустя несколько дней после крушения корабля была предпринята безуспешная попытка найти его обломки.
В 1989 году экспедиция «Мэйкон» во главе с Ричардом Сэндсом приступила к поиску останков. Ею в ресторане города Мосс-Лэндинг был найден обломок обшивки дирижабля.
Через несколько дней группа сумела найти рыбака, вытащившего из воды обломок дирижабля. 24 июня 1990 года группа направилась в то место, о котором рассказал рыбак. После пятнадцатиминутных поисков под водой удалось обнаружить искорёженные обломки каркаса корабля и трёх самолётов-паразитов «Спэрроухок» с отчётливыми знаками различия.